# Vaterstetten

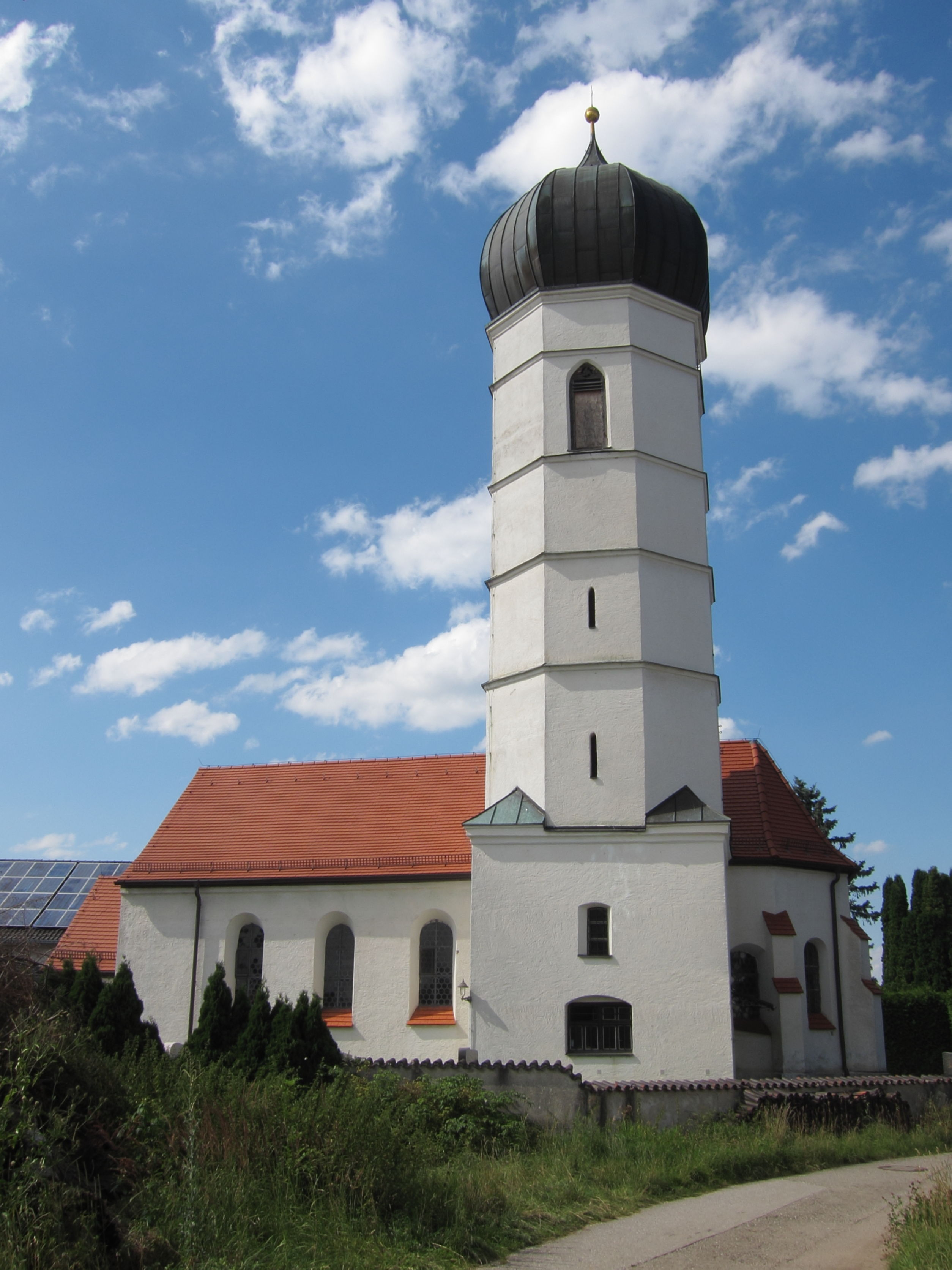

Vaterstetten est une commune de Bavière (Allemagne), située dans l'arrondissement d'Ebersberg, dans le district de Haute-Bavière.

## Géographie
La municipalité de Vaterstetten se compose des quartiers de Baldham, Hergolding, Neufarn, Parsdorf, Purfing, Vaterstetten et Weißenfeld.

## Histoire
| Appartenances historiques Duché de Bavière 1056–1255 Duché de Haute-Bavière 1255–1353 Duché de Bavière-Landshut 1353-1392 Duché de Bavière-Munich 1392-1505 Duché de Bavière 1505–1623 Électorat de Bavière 1623–1806 Royaume de Bavière 1806–1918 République de Weimar 1918–1933 Reich allemand 1933–1945 Allemagne occupée 1945–1949 Allemagne 1949–présent |

## Personnalités liées à la commune
- Ernst Mach (1838–1916), physicien.
- Karl Böhm (1894–1981), compositeur, chef d'orchestre père de l'acteur Karlheinz Böhm.
- Erika Köth (1925–1989), soprano.
- Karlheinz Böhm (1928–2014), acteur, père de l'actrice Katharina Böhm.
- Harold Faltermeyer (né en 1952), compositeur.
- Katharina Böhm (né en 1964), actrice et fille de l'acteur Karlheinz Böhm.

## Jumelage
La ville est jumelée avec la ville d'Allauch en France.